# Rio Negro (Paraná)
Rio Negro ist ein brasilianisches Munizip im Südosten des Bundesstaats Paraná. Es hatte 2021 geschätzt 34.645 Einwohner, die sich Rio-Negrenser nennen. Seine Fläche beträgt 604 km². Es liegt 805 Meter über dem Meeresspiegel.

## Etymologie
Der Name des Munizips ist auf seine Lage am gleichnamigen Fluss zurückzuführen. Ursprünglich war der Weiler als Sertão da Mata bekannt. Bei der Erschließung der Region durch die Estrada da Mata 1826 wurde eine Siedlung angelegt, die den Namen Capela do Rio Negro erhielt. Erst mit der Erhebung zur Vila 1870 erhielt der Ort den heutigen Namen.

## Geschichte

### Besiedlung
Die Region des heutigen Munizips Rio Negro war bis 1816 von Botocuden bewohnt. Der Weiler war als Sertão da Mata bekannt, ein Rastplatz für Tropeiros und eine Steuerregistrierungsstelle für die Viehherden und Handelszüge auf ihrem Weg zwischen Viamão in Rio Grande do Sul und Sorocaba in São Paulo.
Im Jahr 1816 siedelte die Regierung fünfzig portugiesische Paare von den Azoren an, um die Besiedlung der Region zu fördern. Die tatsächliche Kolonisierung der Region fand jedoch erst statt, als die Regierung des Kapitanats São Paulo den Bau der Estrada da Mata anordnete, die Vila do Príncipe (heute: Lapa) in Paraná mit Lages in Santa Catarina verbindet. Der von den Tropeiros benutzte Weg war beschwerlich und mit ständigen Gefahren verbunden gewesen. Die Händler und Viehtreiber hatten viele Verluste vor allem durch Angriffe von Indigenen hinnehmen müssen. Deshalb hatten sie 1816 König Johann VI. um den Bau einer Straße zwischen Vila do Príncipe (Lapa) in Paraná und Vila de Lages in Santa Catarina ersucht.
João da Silva Machado, der spätere Baron von Antonina, leitete die Bauarbeiten im Bereich von Sertão da Mata am Ufer des Rio Negro. Am 21. Juli 1826 gründete er eine Siedlung namens Capela do Rio Negro, die auf den Bau der Capela da Mata do Caminho do Sul zurückzuführen ist.
Am 26. Juli 1828 wurde die Siedlung auf Anordnung von Dom Manuel Joaquim Gonçalves de Andrade, Bischof von São Paulo, zur Capela Curada.
Im Jahr 1829 kamen deutsche Familien nach Rio Negro, die die Siedlung durch den Bau von Häusern an beiden Ufern des Flusses belebten und eine bemerkenswerte Entwicklung in Gang setzten.
In der Farrapen-Revolution von 1835 bis 1845 fanden auf dem Gebiet von Rio Negro Kämpfe statt. 
Am 27. Mai 1884 wurde der Vertrag für den Bau der Rua XV de Novembro unterzeichnet. Dies wurde die erste Straße in Brasilien, die ihren Namen zur Erinnerung an die Ausrufung der Republik am 15. November 1889 erhielt. 
In den Jahren 1887 und 1888 kamen Einwanderer aus der Bukowina, Siedler deutscher Herkunft, die ihre Wurzeln in Bayern hatten. Die Bukowiner waren ein Volk mit einfachen Sitten, katholisch und mit einer großen Bereitschaft zur Arbeit in der Landwirtschaft, Viehzucht und im Holzbereich.
Im Jahr 1890 erhielt Rio Negro polnische Siedler, die für die Colonia Lucena bestimmt waren, die damals zu Rio Negro gehörte.
Die föderalistische Revolution führte zwischen 1893 und 1895 erneut zu Kämpfen auf dem Gebiet von Rio Negro.
Ursprünglich befand sich die Stadt Rio Negro an beiden Ufern des Flusses. Aber mit dem 1916 zwischen den Bundesstaaten Paraná und Santa Catarina unterzeichneten Grenzabkommen wurde der Rio Negro in seinem gesamten Verlauf zur Grenze zwischen  Paraná und Santa Catarina. Damit gehört der Teil der Stadt, der sich am linken Ufer befand, seither zum Bundesstaat Santa Catarina. Der abgetrennte Teil erhielt die Bezeichnung Mafra, während Rio Negro auf das rechte Ufer des Flusses beschränkt wurde.

### Erhebung zum Munizip
Rio Negro wurde durch das Provinzialgesetz Nr. 219 vom 2. April 1870 aus Lapa ausgegliedert und in den Rang einer Vila erhoben. Es wurde am 15. November 1870 als Vila installiert und mit dem Staatsgesetz Nr. 210 vom 1. Dezember 1896 zur Cidade (Stadt) erhoben.

## Geografie

### Fläche und Lage
Rio Negro liegt auf dem Primeiro Planalto Paranaense (der Ersten oder Curitiba-Hochebene von Paraná). Seine Fläche beträgt 604 km². Es liegt auf einer Höhe von 805 Metern.

### Vegetation
Das Biom von Rio Negro ist Mata Atlântica.

### Klima
Das Klima ist gemäßigt warm. Es werden hohe Niederschlagsmengen verzeichnet (1524 mm pro Jahr). Im Jahresdurchschnitt liegt die Temperatur bei 17,6 °C. Die Klimaklassifikation nach Köppen und Geiger lautet Cfb.

### Gewässer
Rio Negro liegt im Einzugsgebiet des Rio Iguaçu. Sein linker Nebenfluss Rio Negro bildet die südliche Grenze des Munizips. Er ist im Gebiet des Munizips schiffbar.  Die nordwestliche Grenze wird vom Rio da Várzea gebildet. 

### Straßen

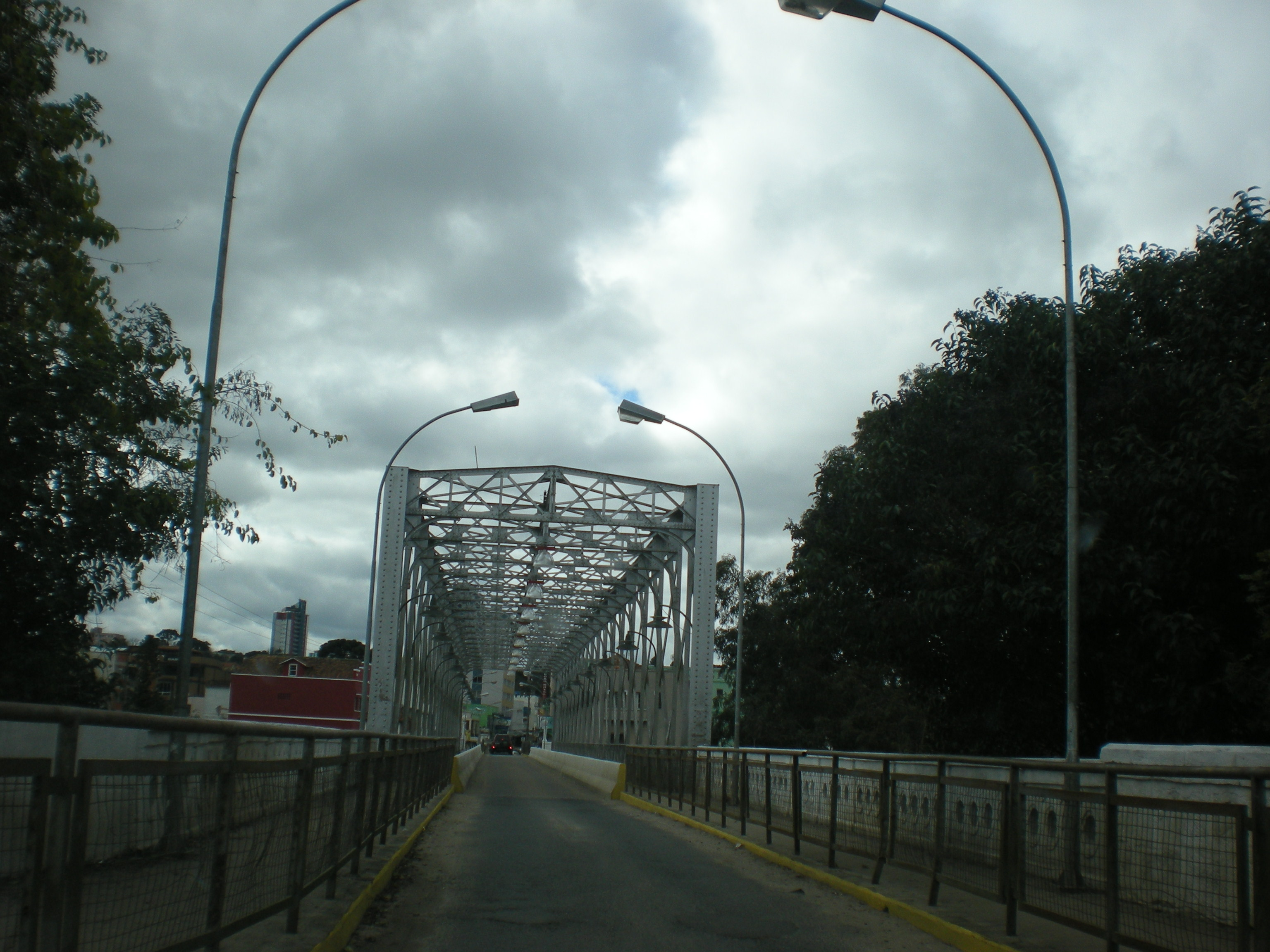
Denkmalgeschützte Ponte metálica Dr. Dinis Assis Henning von 1896 über den Rio Negro zwischen Mafra und Rio Negro

Rio Negro ist über die BR-116 mit seiner Schwesterstadt Mafra und mit Curitiba im Norden verbunden. Über eine Munizipalstraße kommt man im Osten nach Piên.

### Nachbarmunizipien
|  | Lapa                                        | Campo do Tenente  |
|  | Kompassrose, die auf Nachbargemeinden zeigt | Piên              |
|  | Mafra (SC)                                  | Rio Negrinho (SC) |

## Stadtverwaltung
Bürgermeister: James Karson Valério, PSD (2021–2024)
Vizebürgermeister: Alessandro Cristian Von Linsingen, PSL (2021–2024)

## Demografie

### Bevölkerungsentwicklung
| Jahr                   | Einwohner | Stadt    | Land    |
| ---------------------- | --------- | -------- | ------- |
| 1872                   | 4.836     | 98 % (1) | 2 % (2) |
| 1900                   | 13.980    | 0 %      | 0 %     |
| 1920                   | 17.358    | 0 %      | 0 %     |
| 1940                   | 24.980    | 26 %     | 74 %    |
| 1950                   | 28.479    | 31 %     | 69 %    |
| 1960                   | 30.263    | 38 %     | 62 %    |
| 1970                   | 18.436    | 69 %     | 31 %    |
| 1980                   | 21.665    | 73 %     | 27 %    |
| 1991                   | 26.315    | 77 %     | 23 %    |
| 2000                   | 28.710    | 78 %     | 22 %    |
| 2010                   | 31.274    | 82 %     | 18 %    |
| 2021                   | 34.645    |          |         |
| (1) Freie, (2) Sklaven |           |          |         |

Quelle: IBGE, bis 2010: Volkszählungen und für 2021: Schätzung

### Ethnische Zusammensetzung
| Gruppe * | 1991    | 2000    | 2010    | wer sich als …                                                                   |
| --- | ------- | ------- | ------- | -------------------------------------------------------------------------------- |
| Weiße | 89,0 %  | 83,1 %  | 79,1 %  | weiß bezeichnet                                                                  |
| Schwarze | 0,7 %   | 1,3 %   | 1,4 %   | schwarz bezeichnet                                                               |
| Gelbe | 0,3 %   | 0,2 %   | 0,2 %   | von fernöstlicher Herkunft wie japanisch, chinesisch, koreanisch etc. bezeichnet |
| Braune | 10,0 %  | 14,5 %  | 19,2 %  | braun oder als Mischung aus mehreren Gruppen bezeichnet                          |
| Indigene | 0,0 %   | 0,2 %   | 0,1 %   | Ureinwohner oder Indio bezeichnet                                                |
| ohne Angabe | 0,0 %   | 0,6 %   | 0,0 %   |                                                                                  |
| Gesamt | 100,0 % | 100,0 % | 100,0 % |                                                                                  |
| *) Das IBGE verwendet für Volkszählungen ausschließlich diese fünf Gruppen. Es verzichtet bewusst auf Erläuterungen. Die Zugehörigkeit wird vom Einwohner selbst festgelegt. |         |         |         |                                                                                  |

Quelle: IBGE (Stand: 1991, 2000 und 2010)

## Wirtschaft

### Kennzahlen
Mit einem Bruttoinlandsprodukt pro Einwohner von 36.276,33 R$ (rund 8.100 €) lag Rio Negro 2019 an 114. Stelle der 399 Munizipien Paranás.
Sein hoher Index der menschlichen Entwicklung von 0,760 (2010) setzte es auf den 19. Platz der paranaischen Munizipien.